# 欧州連合理事会議長国

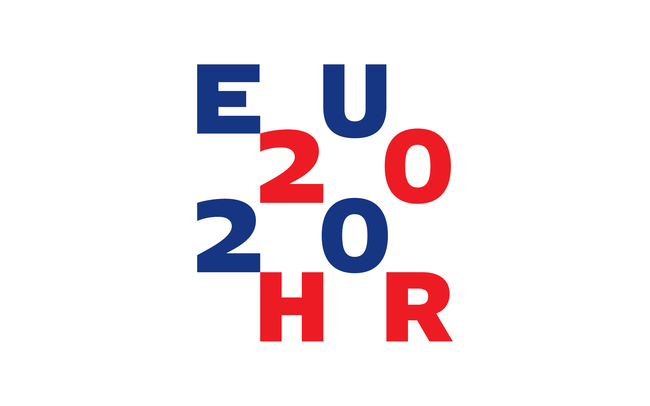
2020年前半の議長国クロアチアのロゴ

欧州連合理事会議長国（おうしゅうれんごうりじかいぎちょうこく）とは、任期6か月の輪番制で欧州連合理事会を取りまとめる欧州連合加盟国。単独の人物が議長を務めるというものではなく、議長国政府が一体として業務を行っており、欧州連合の政策方針は任期にある国の影響を受けることになる。6か月の輪番制を採ることになってはいるものの、2007年以降は当期の議長国とその前後の議長国が共通の政治計画にしたがって協力している。

## 機能
欧州連合理事会議長国は EU議長国という表現が用いられることがあるが、その主たる目的は欧州連合理事会の各会議の運営や議事進行を務めることである。ところが実際のところは困難な課題に対する妥協点を模索することになっている。各理事会会議の議長は、議長国のそれぞれの政策分野の担当閣僚が務めている。

### 継承性
議長役はその任期が6か月と短いこともあり、一部分野の課題に対して共同して対処することがある。連続3期の議長国が一体となり、1年半の期間でもって、前期の議長国と共有する課題を当期の議長国が任期満了まで取り組むという体制がとられる。この制度は基本条約などで規定されていないものではあるが、議長の運営上で定着したものとなっている。この体制により、加盟して日の浅い国が議長を速やかに務めることができるようになり、また同時に長らく加盟している国の議長としての経験を継承することができるという狙いがある。

## 議長国一覧

### 1958年から2006年
欧州連合理事会議長国は6か月の期間を、あらかじめ定められた順番に従って各加盟国が担ってきた。
| 年   | 期間       | 議長国         | ウェブサイト          | 議長国首脳                                                                                      |
| ---- | ---------- | -------------- | --------------------- | ----------------------------------------------------------------------------------------------- |
| 1958 | 1月 - 6月  | ベルギー       |                       | アシレ・ヴァン・アッケル ガストン・エイスケンス（6月26日から）                                  |
| 1958 | 7月 - 12月 | 西ドイツ       |                       | コンラート・アデナウアー                                                                        |
| 1959 | 1月 - 6月  | フランス       |                       | シャルル・ド・ゴール ミシェル・ドブレ（1月8日から）                                             |
| 1959 | 7月 - 12月 | イタリア       |                       | アントニオ・セーニ                                                                              |
| 1960 | 1月 - 6月  | ルクセンブルク |                       | ピエール・ウェルナー                                                                            |
| 1960 | 7月 - 12月 | オランダ       |                       | ヤン・ドケイ                                                                                    |
| 1961 | 1月 - 6月  | ベルギー       |                       | ガストン・エイスケンス テオ・ルフェーヴル（4月25日から）                                        |
| 1961 | 7月 - 12月 | 西ドイツ       |                       | コンラート・アデナウアー                                                                        |
| 1962 | 1月 - 6月  | フランス       | N/A                   | ミシェル・ドブレ ジョルジュ・ポンピドゥー（4月14日から）                                        |
| 1962 | 7月 - 12月 | イタリア       |                       | アミントレ・ファンファーニ                                                                      |
| 1963 | 1月 - 6月  | ルクセンブルク |                       | ピエール・ウェルナー                                                                            |
| 1963 | 7月 - 12月 | オランダ       |                       | ヤン・ドケイ フィクトル・マレイネン（7月24日から）                                              |
| 1964 | 1月 - 6月  | ベルギー       |                       | テオ・ルフェーヴル                                                                              |
| 1964 | 7月 - 12月 | 西ドイツ       |                       | ルートヴィヒ・エアハルト                                                                        |
| 1965 | 1月 - 6月  | フランス       |                       | ジョルジュ・ポンピドゥー                                                                        |
| 1965 | 7月 - 12月 | イタリア       |                       | アルド・モーロ                                                                                  |
| 1966 | 1月 - 6月  | ルクセンブルク | N/A                   | ピエール・ウェルナー                                                                            |
| 1966 | 7月 - 12月 | オランダ       |                       | ヨー・カルス エレ・ゼイルストラ（11月22日から）                                                 |
| 1967 | 1月 - 6月  | ベルギー       | N/A                   | ポール・ヴァンデン・ボイナン                                                                    |
| 1967 | 7月 - 12月 | 西ドイツ       |                       | クルト・ゲオルク・キージンガー                                                                  |
| 1968 | 1月 - 6月  | フランス       |                       | ジョルジュ・ポンピドゥー                                                                        |
| 1968 | 7月 - 12月 | イタリア       |                       | ジョヴァンニ・レオーネ マリアーノ・ルモール（12月12日から）                                     |
| 1969 | 1月 - 6月  | ルクセンブルク |                       | ピエール・ウェルナー                                                                            |
| 1969 | 7月 - 12月 | オランダ       |                       | ペトル・デヨング                                                                                |
| 1970 | 1月 - 6月  | ベルギー       |                       | ガストン・エイスケンス                                                                          |
| 1970 | 7月 - 12月 | 西ドイツ       |                       | ヴィリー・ブラント                                                                              |
| 1971 | 1月 - 6月  | フランス       |                       | ジャック・シャバン＝デルマス                                                                    |
| 1971 | 7月 - 12月 | イタリア       |                       | エミリオ・コロンボ                                                                              |
| 1972 | 1月 - 6月  | ルクセンブルク |                       | ピエール・ウェルナー                                                                            |
| 1972 | 7月 - 12月 | オランダ       |                       | バレント・ビースフーヴェル                                                                      |
| 1973 | 1月 - 6月  | ベルギー       |                       | ガストン・エイスケンス エドモン・ルブルトン（1月26日から）                                      |
| 1973 | 7月 - 12月 | デンマーク     |                       | アンカー・ヨルゲンセン ポール・ハートリング（12月19日から）                                     |
| 1974 | 1月 - 6月  | 西ドイツ       |                       | ヴィリー・ブラント ヴァルター・シェール（5月7日から16日） ヘルムート・シュミット（5月16日から） |
| 1974 | 7月 - 12月 | フランス       |                       | ジャック・シラク                                                                                |
| 1975 | 1月 - 6月  | アイルランド   |                       | ライアム・コズグレーブ                                                                          |
| 1975 | 7月 - 12月 | イタリア       |                       | アルド・モーロ                                                                                  |
| 1976 | 1月 - 6月  | ルクセンブルク |                       | ガストン・トルン                                                                                |
| 1976 | 7月 - 12月 | オランダ       |                       | ヨープ・デン・オイル                                                                            |
| 1977 | 1月 - 6月  | イギリス       |                       | ジェームズ・キャラハン                                                                          |
| 1977 | 7月 - 12月 | ベルギー       |                       | レオ・ティンデマンス                                                                            |
| 1978 | 1月 - 6月  | デンマーク     |                       | アンカー・ヨルゲンセン                                                                          |
| 1978 | 7月 - 12月 | 西ドイツ       |                       | ヘルムート・シュミット                                                                          |
| 1979 | 1月 - 6月  | フランス       |                       | レイモン・バール                                                                                |
| 1979 | 7月 - 12月 | アイルランド   |                       | ジャック・リンチ チャールズ・ホーヒー（12月11日から）                                           |
| 1980 | 1月 - 6月  | イタリア       |                       | フランチェスコ・コッシーガ                                                                      |
| 1980 | 7月 - 12月 | ルクセンブルク |                       | ピエール・ウェルナー                                                                            |
| 1981 | 1月 - 6月  | オランダ       |                       | ドリース・ファン・アフト                                                                        |
| 1981 | 7月 - 12月 | イギリス       |                       | マーガレット・サッチャー                                                                        |
| 1982 | 1月 - 6月  | ベルギー       |                       | ウィルフリート・マルテンス                                                                      |
| 1982 | 7月 - 12月 | デンマーク     |                       | アンカー・ヨルゲンセン ポール・シュルター（9月10日から）                                        |
| 1983 | 1月 - 6月  | 西ドイツ       |                       | ヘルムート・コール                                                                              |
| 1983 | 7月 - 12月 | ギリシャ       |                       | アンドレアス・パパンドレウ                                                                      |
| 1984 | 1月 - 6月  | フランス       |                       | ピエール・モーロワ                                                                              |
| 1984 | 7月 - 12月 | アイルランド   |                       | ギャレット・フィッツジェラルド                                                                  |
| 1985 | 1月 - 6月  | イタリア       |                       | ベッティーノ・クラクシ                                                                          |
| 1985 | 7月 - 12月 | ルクセンブルク |                       | ジャック・サンテール                                                                            |
| 1986 | 1月 - 6月  | オランダ       |                       | ルート・ルッベルス                                                                              |
| 1986 | 7月 - 12月 | イギリス       |                       | マーガレット・サッチャー                                                                        |
| 1987 | 1月 - 6月  | ベルギー       |                       | ウィルフリート・マルテンス                                                                      |
| 1987 | 7月 - 12月 | デンマーク     |                       | ポール・シュルター                                                                              |
| 1988 | 1月 - 6月  | 西ドイツ       | N/A                   | ヘルムート・コール                                                                              |
| 1988 | 7月 - 12月 | ギリシャ       | N/A                   | アンドレアス・パパンドレウ                                                                      |
| 1989 | 1月 - 6月  | スペイン       |                       | フェリペ・ゴンサレス                                                                            |
| 1989 | 7月 - 12月 | フランス       |                       | ミシェル・ロカール                                                                              |
| 1990 | 1月 - 6月  | アイルランド   |                       | チャールズ・ホーヒー                                                                            |
| 1990 | 7月 - 12月 | イタリア       |                       | ジュリオ・アンドレオッティ                                                                      |
| 1991 | 1月 - 6月  | ルクセンブルク |                       | ジャック・サンテール                                                                            |
| 1991 | 7月 - 12月 | オランダ       |                       | ルート・ルッベルス                                                                              |
| 1992 | 1月 - 6月  | ポルトガル     | N/A                   | アニーバル・カヴァコ・シルヴァ                                                                  |
| 1992 | 7月 - 12月 | イギリス       |                       | ジョン・メージャー                                                                              |
| 1993 | 1月 - 6月  | デンマーク     |                       | ポール・シュルーター ポール・ニューロップ・ラスムセン （1月25日から）                           |
| 1993 | 7月 - 12月 | ベルギー       |                       | ジャン＝リュック・デハーネ                                                                      |
| 1994 | 1月 - 6月  | ギリシャ       |                       | アンドレアス・パパンドレウ                                                                      |
| 1994 | 7月 - 12月 | ドイツ         |                       | ヘルムート・コール                                                                              |
| 1995 | 1月 - 6月  | フランス       |                       | エドゥアール・バラデュール アラン・ジュペ（5月18日から）                                        |
| 1995 | 7月 - 12月 | スペイン       |                       | フェリペ・ゴンサレス                                                                            |
| 1996 | 1月 - 6月  | イタリア       | ?                     | ランベルト・ディーニ ロマーノ・プローディ（5月17日から）                                        |
| 1996 | 7月 - 12月 | アイルランド   | ?                     | ジョン・ブルトン                                                                                |
| 1997 | 1月 - 6月  | オランダ       | ?                     | ウィム・コック                                                                                  |
| 1997 | 7月 - 12月 | ルクセンブルク | ?                     | ジャン＝クロード・ユンケル                                                                      |
| 1998 | 1月 - 6月  | イギリス       | ?                     | トニー・ブレア                                                                                  |
| 1998 | 7月 - 12月 | オーストリア   | ?                     | フィクトル・クリマ                                                                              |
| 1999 | 1月 - 6月  | ドイツ         | ?                     | ゲアハルト・シュレーダー                                                                        |
| 1999 | 7月 - 12月 | フィンランド   | presidency.finland.fi | パーヴォ・リッポネン                                                                            |
| 2000 | 1月 - 6月  | ポルトガル     | ?                     | アントニオ・グテーレス                                                                          |
| 2000 | 7月 - 12月 | フランス       | ?                     | リオネル・ジョスパン                                                                            |
| 2001 | 1月 - 6月  | スウェーデン   | eu2001.se             | ヨーラン・ペーション                                                                            |
| 2001 | 7月 - 12月 | ベルギー       | eu2001.be             | ヒー・フェルホフスタット                                                                        |
| 2002 | 1月 - 6月  | スペイン       | ue2002.es             | ホセ・マリア・アスナール                                                                        |
| 2002 | 7月 - 12月 | デンマーク     | eu2002.dk             | アナス・フォー・ラスムセン                                                                      |
| 2003 | 1月 - 6月  | ギリシャ       | eu2003.gr             | コスタス・シミティス                                                                            |
| 2003 | 7月 - 12月 | イタリア       | eu2003.it             | シルヴィオ・ベルルスコーニ                                                                      |
| 2004 | 1月 - 6月  | アイルランド   | eu2004.ie             | バーティ・アハーン                                                                              |
| 2004 | 7月 - 12月 | オランダ       | eu2004.nl             | ヤン・ペーター・バルケネンデ                                                                    |
| 2005 | 1月 - 6月  | ルクセンブルク | eu2005.lu             | ジャン＝クロード・ユンケル                                                                      |
| 2005 | 7月 - 12月 | イギリス       | eu2005.gov.uk         | トニー・ブレア                                                                                  |
| 2006 | 1月 - 6月  | オーストリア   | eu2006.at             | ヴォルフガング・シュッセル                                                                      |
| 2006 | 7月 - 12月 | フィンランド   | eu2006.fi             | マッティ・ヴァンハネン                                                                          |

1. ↑  本来ドイツは2006年の後半に、オーストリアの後任議長国を務めることになっていたが、この時期に総選挙の実施が予定されていたため先延ばしとなったためフィンランドと交替することになった。実際には内閣信任決議の否決を受けて2005年に総選挙が実施されたが、議長国の順番が変わることはなかった。

### 2007年以降
|     | 年   | 期間       | 議長国         | ウェブサイト   | 議長国首脳                                               |
| --- | ---- | ---------- | -------------- | -------------- | -------------------------------------------------------- |
| T1  | 2007 | 1月 - 6月  | ドイツ         | eu2007.de      | アンゲラ・メルケル                                       |
| T1  | 2007 | 7月 - 12月 | ポルトガル     | eu2007.pt      | ジョゼ・ソクラテス                                       |
| T1  | 2008 | 1月 - 6月  | スロベニア     | eu2008.si      | ヤネス・ヤンシャ                                         |
| T2  | 2008 | 7月 - 12月 | フランス       | ue2008.fr      | フランソワ・フィヨン                                     |
| T2  | 2009 | 1月 - 6月  | チェコ         | eu2009.cz      | ミレク・トポラーネク ヤン・フィシェル（5月8日から）      |
| T2  | 2009 | 7月 - 12月 | スウェーデン   | se2009.eu      | フレドリック・ラインフェルト                             |
| T3  | 2010 | 1月 - 6月  | スペイン       | eu2010.es      | ホセ・ルイス・ロドリゲス・サパテロ                       |
| T3  | 2010 | 7月 - 12月 | ベルギー       | eu2010.be      | イヴ・ルテルム                                           |
| T3  | 2011 | 1月 - 6月  | ハンガリー     | eu2011.hu      | オルバーン・ヴィクトル                                   |
| T4  | 2011 | 7月 - 12月 | ポーランド     | pl2011.eu      | ドナルド・トゥスク                                       |
| T4  | 2012 | 1月 - 6月  | デンマーク     | eu2012.dk      | ヘレ・トーニング＝シュミット                             |
| T4  | 2012 | 7月 - 12月 | キプロス       | cy2012.eu      | ディミトリス・フリストフィアス                           |
| T5  | 2013 | 1月 - 6月  | アイルランド   | eu2013.ie      | エンダ・ケニー                                           |
| T5  | 2013 | 7月 - 12月 | リトアニア     | eu2013.lt      | アルギルダス・ブトケヴィチュース                         |
| T5  | 2014 | 1月 - 6月  | ギリシャ       | gr2014.eu      | アントニス・サマラス                                     |
| T6  | 2014 | 7月 - 12月 | イタリア       | italia2014.eu  | マッテオ・レンツィ                                       |
| T6  | 2015 | 1月 - 6月  | ラトビア       | eu2015.lv      | ライムドータ・ストラウユマ                               |
| T6  | 2015 | 7月 - 12月 | ルクセンブルク | eu2015lu.eu    | グザヴィエ・ベッテル                                     |
| T7  | 2016 | 1月 - 6月  | オランダ       | eu2016.nl      | マルク・ルッテ                                           |
| T7  | 2016 | 7月 - 12月 | スロバキア     | eu2016.sk      | ロベルト・フィツォ                                       |
| T7  | 2017 | 1月 - 6月  | マルタ         | eu2017.mt      | ジョゼフ・ムスカット                                     |
| T8  | 2017 | 7月 - 12月 | エストニア     | eu2017.ee      | ユリ・ラタス                                             |
| T8  | 2018 | 1月 - 6月  | ブルガリア     | eu2018bg.bg    | ボイコ・ボリソフ                                         |
| T8  | 2018 | 7月 - 12月 | オーストリア   | eu2018.at      | セバスティアン・クルツ                                   |
| T9  | 2019 | 1月 - 6月  | ルーマニア     | romania2019.eu | ヴィオリカ・ダンチラ                                     |
| T9  | 2019 | 7月 - 12月 | フィンランド   | eu2019.fi      | アンティ・リンネ サンナ・マリン（12月10日から）          |
| T9  | 2020 | 1月 - 6月  | クロアチア     | eu2020.hr      | アンドレイ・プレンコビッチ                               |
| T10 | 2020 | 7月 - 12月 | ドイツ         | eu2020.de      | アンゲラ・メルケル                                       |
| T10 | 2021 | 1月 - 6月  | ポルトガル     | eu2021.pt      | アントニオ・コスタ                                       |
| T10 | 2021 | 7月 - 12月 | スロベニア     | si2021.eu      | ヤネス・ヤンシャ                                         |
| T11 | 2022 | 1月 - 6月  | フランス       | europe2022.fr  | ジャン・カステックス エリザベット・ボルヌ（5月16日から） |
| T11 | 2022 | 7月 - 12月 | チェコ         | eu2022.cz      | ペトル・フィアラ                                         |
| T11 | 2023 | 1月 - 6月  | スウェーデン   | sweden2023.eu  | ウルフ・クリスターソン                                   |
| T12 | 2023 | 7月 - 12月 | スペイン       | eu2023.es      | ペドロ・サンチェス                                       |
| T12 | 2024 | 1月 – 6月  | ベルギー       | belguim24.eu   | アレクサンダー・デ・クロー                               |
| T12 | 2024 | 7月 – 12月 | ハンガリー     | hu24eu.hu      | オルバーン・ヴィクトル                                   |
| T13 | 2025 | 1月 – 6月  | ポーランド     | 未定           | 未定                                                     |
| T13 | 2025 | 7月 – 12月 | デンマーク     | 未定           | 未定                                                     |
| T13 | 2026 | 1月 – 6月  | キプロス       | 未定           | 未定                                                     |
| T14 | 2026 | 7月 - 12月 | アイルランド   | 未定           | 未定                                                     |
| T14 | 2027 | 1月 – 6月  | リトアニア     | 未定           | 未定                                                     |
| T14 | 2027 | 7月 – 12月 | ギリシャ       | 未定           | 未定                                                     |
| T15 | 2028 | 1月 – 6月  | イタリア       | 未定           | 未定                                                     |
| T15 | 2028 | 7月 – 12月 | ラトビア       | 未定           | 未定                                                     |
| T15 | 2029 | 1月 – 6月  | ルクセンブルク | 未定           | 未定                                                     |
| T16 | 2029 | 7月 – 12月 | オランダ       | 未定           | 未定                                                     |
| T16 | 2030 | 1月 – 6月  | スロバキア     | 未定           | 未定                                                     |
| T16 | 2030 | 7月 – 12月 | マルタ         | 未定           | 未定                                                     |

1. ↑  チェコでは2009年3月に内閣不信任決議が下院で採択され、政権交代が行われた。
2. ↑  当初はイギリスの予定だったが、2016年6月のイギリスの欧州連合離脱是非を問う国民投票を受けて、同国が議長国としての職責を放棄すると欧州連合に通告した。そして、2018年1月から6月の議長国であったエストニアに交代した。
3. ↑  フィンランドでは2019年11月に起きた郵政機関のストライキへの対応の仕方に批判が集まったリンネ首相が任期半ばで辞任し、サンナ・マリンが新しく首相に就任した。